# Campionati mondiali di slittino su pista naturale 2021 - Staffetta a squadre
La staffetta a squadre dei campionati mondiali di slittino su pista naturale 2021 si disputò il 14 febbraio 2021 presso l'impianto di Umhausen. La prova si svolse con la formula della staffetta donna/uomo ma, a differenza dell'edizione precedente che prevedeva due discese maschili, in questa edizione si optò per una sola discesa di entrambi i sessi. Parteciparono alla gara 16 atleti di 8 nazionalità diverse.
L'Italia è stata in grado di difendere il titolo conquistato due anni prima grazie ad una prova dominante di Evelin Lanthaler che ha rifilato quasi 2" alla sua più immediata inseguitrice. È giunto così il nono podio consecutivo e la sesta vittoria in questo format di gara per l'Italia. Alex Gruber ha messo al collo la sua terza medaglia d'oro nella prova a squadre iridata.

## Podio
| Pos.    | Nazione | Atleti                                 | Tempo   |
| ------- | ------- | -------------------------------------- | ------- |
| Oro     | Italia  | Evelin Lanthaler Alex Gruber           | 2'29"71 |
| Argento | Austria | Tina Unterberger Thomas Kammerlander   | 2'31"71 |
| Bronzo  | RLF     | Ekaterina Lavrent'eva Aleksandr Egorov | 2'32"81 |

## Programma
| Data             | Ora (UTC+1) | Turno        |
| ---------------- | ----------- | ------------ |
| 14 febbraio 2021 | 13:30       | Manche unica |

## Situazione pre-gara

### Campioni in carica
Delle otto prove a squadre iridate che si erano svolte nelle edizioni precedenti, ben cinque se le era aggiudicate l'Italia, detentrice del titolo 2019 e della medaglia d'oro continentale. Durante la stagione di Coppa del Mondo 2021, l'Italia era imbattuta con due successi in altrettante prove.
I campioni in carica a livello mondiale ed europeo erano:
| Campione | Nazione | Atleti                                        | Tempo   | Data                            | Competizione  |
| -------- | ------- | --------------------------------------------- | ------- | ------------------------------- | ------------- |
| Mondiali | Italia  | Evelin Lanthaler Patrick Pigneter Alex Gruber | 3'11"95 | 3 febbraio 2019 Lazfons, Italia | Mondiali 2019 |
| Europei  | Italia  | Evelin Lanthaler Patrick Pigneter Alex Gruber | 37"91   | 22 febbraio 2020 Mosca, Russia  | Europei 2020  |

### La stagione
Prima di questa gara, le competizioni di Coppa del Mondo avevano visto i seguenti risultati:
| Data             | Località         | Prima                                    | Seconda                                      | Terza                                      |
| ---------------- | ---------------- | ---------------------------------------- | -------------------------------------------- | ------------------------------------------ |
| 19 dicembre 2020 | Obdach           | Italia Evelin Lanthaler Patrick Pigneter | Austria Michelle Diepold Michael Scheikl     | Germania Sarah Schiller Oliver Schiller    |
| 17 gennaio 2021  | Moso in Passiria | Italia Evelin Lanthaler Patrick Pigneter | Austria Tina Unterberger Thomas Kammerlander | Russia Ekaterina Lavrent'eva Grigori Bukin |

## Risultati
Come nelle ultime prove di Coppa del Mondo, le tre squadre più competitive si dimostrano essere quella italiana, austriaca e russa. 
Gli austriaci schierano la medaglia di bronzo in carica Tina Unterberger ed il campione del mondo Thomas Kammerlander. Entrambi fanno segnare i migliori tempi di manche fino a quel momento e con 2'31"71 si piazzano in prima posizione. L'Italia va dunque all'attacco con la campionessa del mondo in carica Evelin Lanthaler ed il vice-campione del mondo Alex Gruber. Evelin stacca di 2"06 la rivale austriaca mentre Alex è 0"06 più lento di Kammerlander. L'Italia chiude dunque al primo posto con 2"00 di vantaggio sulla nazionale austriaca.
La squadra della federazione russa è l'ultima a scendere e schiera la pluripremiata Ekaterina Lavrent'eva e Aleksandr Egorov. Questi fanno segnare rispettivamente 1'17"20, secondo tempo di manche, e 1'15"61. Il distacco accusato nella discesa maschile non consente loro di giocarsi la medaglia d'argento che va così al collo della squadra austriaca. L'Italia vince così per la sesta volta la staffetta a squadre dei campionati del mondo.
| Pos. | Nazione  | Atleti                                 | Donna   | Uomo    | Totale  | Distacco |
| ---- | -------- | -------------------------------------- | ------- | ------- | ------- | -------- |
|      | Italia   | Evelin Lanthaler Alex Gruber           | 1'15"52 | 1'14"19 | 2'29"71 |          |
|      | Austria  | Tina Unterberger Thomas Kammerlander   | 1'17"58 | 1'14"13 | 2'31"71 | +2"00    |
|      | RLF      | Ekaterina Lavrent'eva Aleksandr Egorov | 1'17"20 | 1'15"61 | 2'32"81 | +3"10    |
| 4    | Ucraina  | Anastasiya Slyusar Myroslav Lenko      | 1'19"49 | 1'18"09 | 2'37"58 | +7"87    |
| 5    | Germania | Lisa Walch Simon Dietz                 | 1'17"73 | 1'20"90 | 2'38"63 | +8"92    |
| 6    | Slovenia | Nika Nemec Bine Mekina                 | 1'23"42 | 1'18"00 | 2'41"42 | +11"71   |
| 7    | Polonia  | Julia Plowy Szymon Jan Majdak          | 1'20"18 | 1'21"92 | 2'42"10 | +12"39   |
| 8    | Serbia   | Nina Stanic Luka Novakovic             | 1'25"72 | 1'20"55 | 2'46"27 | +16"56   |